# مدار ۲۲ درجه جنوبی

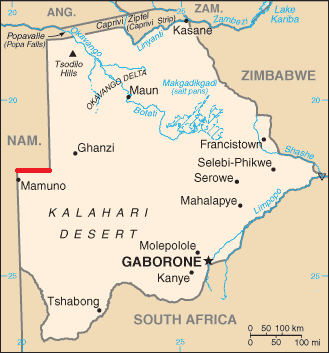
مدار ۲۲ درجه جنوبی (خط قرمز) مرز میان بوتسوانا و نامیبیا را تعیین می‌کند

مدار ۲۲ درجه جنوبی، دایره‌ای از عرض جغرافیایی است که در ۲۲ درجهٔ جنوبی خط استوا قرار دارد.

## گذر از مناطق
از نصف‌النهار مبدأ شروع می‌شود و به سمت مشرق ۲۲ درجه جنوبی از موارد زیر گذر می‌کند:
| مختصات‌ها                                             | کشور، قلمرو یا دریا       | توضیحات |
| ---------------------------------------------------- | ------------------------- | --- |
| ۲۲°۰′ جنوبی ۰°۰′ شرقی / ۲۲٫۰۰۰°جنوبی ۰٫۰۰۰°شرقی      | اقیانوس اطلس              | |
| ۲۲°۰′ جنوبی ۱۴°۱۰′ شرقی / ۲۲٫۰۰۰°جنوبی ۱۴٫۱۶۷°شرقی   | نامیبیا                   | |
| ۲۲°۰′ جنوبی ۲۰°۰′ شرقی / ۲۲٫۰۰۰°جنوبی ۲۰٫۰۰۰°شرقی    | نامیبیا / بوتسوانا border | |
| ۲۲°۰′ جنوبی ۲۱°۰′ شرقی / ۲۲٫۰۰۰°جنوبی ۲۱٫۰۰۰°شرقی    | بوتسوانا                  | |
| ۲۲°۰′ جنوبی ۲۹°۲′ شرقی / ۲۲٫۰۰۰°جنوبی ۲۹٫۰۳۳°شرقی    | زیمبابوه                  | |
| ۲۲°۰′ جنوبی ۳۱°۴۴′ شرقی / ۲۲٫۰۰۰°جنوبی ۳۱٫۷۳۳°شرقی   | موزامبیک                  | |
| ۲۲°۰′ جنوبی ۳۵°۱۹′ شرقی / ۲۲٫۰۰۰°جنوبی ۳۵٫۳۱۷°شرقی   | اقیانوس هند               | کانال موزامبیک |
| ۲۲°۰′ جنوبی ۴۳°۱۶′ شرقی / ۲۲٫۰۰۰°جنوبی ۴۳٫۲۶۷°شرقی   | ماداگاسکار                | |
| ۲۲°۰′ جنوبی ۴۸°۵′ شرقی / ۲۲٫۰۰۰°جنوبی ۴۸٫۰۸۳°شرقی    | اقیانوس هند               | |
| ۲۲°۰′ جنوبی ۱۱۳°۵۶′ شرقی / ۲۲٫۰۰۰°جنوبی ۱۱۳٫۹۳۳°شرقی | استرالیا                  | استرالیای غربی - North West Cape peninsula |
| ۲۲°۰′ جنوبی ۱۱۴°۸′ شرقی / ۲۲٫۰۰۰°جنوبی ۱۱۴٫۱۳۳°شرقی  | Exmouth Gulf              | |
| ۲۲°۰′ جنوبی ۱۱۴°۳۰′ شرقی / ۲۲٫۰۰۰°جنوبی ۱۱۴٫۵۰۰°شرقی | استرالیا                  | استرالیای غربی قلمرو شمالی (استرالیا) کوئینزلند |
| ۲۲°۰′ جنوبی ۱۴۹°۲۹′ شرقی / ۲۲٫۰۰۰°جنوبی ۱۴۹٫۴۸۳°شرقی | دریای کورال               | Passing through استرالیا's دریای کورال |
| ۲۲°۰′ جنوبی ۱۶۶°۱′ شرقی / ۲۲٫۰۰۰°جنوبی ۱۶۶٫۰۱۷°شرقی  | کالدونیای جدید            | |
| ۲۲°۰′ جنوبی ۱۶۶°۴۵′ شرقی / ۲۲٫۰۰۰°جنوبی ۱۶۶٫۷۵۰°شرقی | اقیانوس آرام              | گذرکردن از جنوب مانگایا, جزایر کوک · گذرکردن از جنوب Îles Maria, پلی‌نزی فرانسه · Passing between the atolls of Moruroa و Fangataufa, پلی‌نزی فرانسه |
| ۲۲°۰′ جنوبی ۱۳۶°۱۲′ غربی / ۲۲٫۰۰۰°جنوبی ۱۳۶٫۲۰۰°غربی | پلی‌نزی فرانسه             | Atoll of Maria Est |
| ۲۲°۰′ جنوبی ۱۳۶°۱۰′ غربی / ۲۲٫۰۰۰°جنوبی ۱۳۶٫۱۶۷°غربی | اقیانوس آرام              | |
| ۲۲°۰′ جنوبی ۷۰°۱۱′ غربی / ۲۲٫۰۰۰°جنوبی ۷۰٫۱۸۳°غربی   | شیلی                      | |
| ۲۲°۰′ جنوبی ۶۸°۳′ غربی / ۲۲٫۰۰۰°جنوبی ۶۸٫۰۵۰°غربی    | بولیوی                    | |
| ۲۲°۰′ جنوبی ۶۶°۱۷′ غربی / ۲۲٫۰۰۰°جنوبی ۶۶٫۲۸۳°غربی   | آرژانتین                  | |
| ۲۲°۰′ جنوبی ۶۵°۵۲′ غربی / ۲۲٫۰۰۰°جنوبی ۶۵٫۸۶۷°غربی   | بولیوی                    | |
| ۲۲°۰′ جنوبی ۶۳°۵۶′ غربی / ۲۲٫۰۰۰°جنوبی ۶۳٫۹۳۳°غربی   | بولیوی / آرژانتین border  | |
| ۲۲°۰′ جنوبی ۶۳°۴۳′ غربی / ۲۲٫۰۰۰°جنوبی ۶۳٫۷۱۷°غربی   | بولیوی                    | حدود 4 km - the border diverts south of the parallel around the town of Yacuíba                                                                    |
| ۲۲°۰′ جنوبی ۶۳°۴۰′ غربی / ۲۲٫۰۰۰°جنوبی ۶۳٫۶۶۷°غربی   | بولیوی / آرژانتین border  | |
| ۲۲°۰′ جنوبی ۶۲°۴۸′ غربی / ۲۲٫۰۰۰°جنوبی ۶۲٫۸۰۰°غربی   | بولیوی                    | |
| ۲۲°۰′ جنوبی ۶۲°۳۴′ غربی / ۲۲٫۰۰۰°جنوبی ۶۲٫۵۶۷°غربی   | پاراگوئه                  | |
| ۲۲°۰′ جنوبی ۵۷°۵۸′ غربی / ۲۲٫۰۰۰°جنوبی ۵۷٫۹۶۷°غربی   | برزیل                     | ماتو گروسو ایالت سائوپائولو میناس گرایس ریو دو ژانیرو                                                                                              |
| ۲۲°۰′ جنوبی ۴۰°۵۹′ غربی / ۲۲٫۰۰۰°جنوبی ۴۰٫۹۸۳°غربی   | اقیانوس اطلس              | |